# 不当な取引制限
不当な取引制限（ふとうなとりひきせいげん）とは、私的独占の禁止及び公正取引の確保に関する法律（独占禁止法）第3条により禁止されている行為であって、「事業者が、契約、協定その他何らの名義を持ってするかを問わず、他の事業者と共同して対価を決定し、維持し、若しくは引き上げ、又は数量、技術、製品、設備若しくは取引の相手方を制限する等相互にその事業活動を拘束し、又は遂行することにより、公共の利益に反して、一定の取引分野における競争を実質的に制限することをいう」（同法2条6項）。一般に、カルテルまたは入札談合といわれる概念にほぼ相当するものである。

## 類型

### カルテル

#### ハードコア・カルテル
- 価格カルテル
- 数量制限カルテル
- 取引先制限カルテル

## 構成要件
「不当な取引制限」の要件（同法2条6項）については、下記の通り、判例法理及び公正取引委員会の審決やガイドラインによって、判断基準が形成されてきている。

### 行為要件

#### 「事業者」
まず、「不当な取引制限」に該当する行為は、「事業者」（法2条1項）が行うものを指す。
この「事業者」の定義として、まず、法2条1項の「商業、工業、金融業その他の事業を行う者」が挙げられる。しかし、「事業」の意味は文言からは不明瞭である(5)。
この点につき、「都営芝浦と畜場事件」上告審判決（最一小判平成元年12月14日民集43巻12号2078頁）は、「なんらかの経済的利益の供給に対応し反対給付を反覆継続して受ける経済活動」と定義している。

##### 競争事業者性
不当な取引制限における「事業者」の要件について、「新聞販路協定事件」第一審判決（東京高判昭和28年3月9日高民集6巻9号435頁）は、「法律の規定の文言の上ではなんらの限定はないけれども、相互に競争関係にある独立の事業者と解するのを相当とする」とした。すなわち、ある事業者が、同一の取引段階で相互に競争関係のある事業者（競争事業者）との共同して行った行為のみが、不当な取引制限に当たる、と解されたのである。
その後も、「東宝・新東宝事件」第一審判決（東京高判昭和26年9月19日高民集4巻14号497頁）等の裁判例は、同判決を踏襲した(38-39)。
しかし、その後に下された「社会保険庁シール談合刑事事件」第一審判決（東京高判平成5年12月14日高刑集46巻3号322頁）は、「現行法のもとで、……（中略）……『事業者』を競争関係にある事業者に限定して解釈すべきか疑問があり、少なくとも、ここにいう『事業者』を……（中略）……競争関係に限定して解釈するのは適当ではない」とした上で、「実質的な競争関係」にあれば、「立場の相違があったとしてもここにいう『事業者』というに差し支えがない」と判示した。

#### 「公共の利益に反し」（反公共利益性）
「石油価格協定刑事事件」上告審判決（最二小判昭和59年2月24日刑集38巻4号1287頁）は、「公共の利益に反して」とは、「原則としては同法の直接の保護法益である自由競争経済秩序に反することを指す」とした。また、その上で、同要件は、「現に行われた行為が形式的に右に該当する場合であつても、右法益と当該行為によつて守られる利益とを比較衡量して、『一般消費者の利益を確保するとともに、国民経済の民主的で健全な発達を促進する』という同法の究極の目的（同法1条参照）に実質的に反しないと認められる例外的な場合を右規定にいう『不当な取引制限』行為から除外する趣旨と解すべき」と判示した。
すなわち、他の要件を充足すれば、原則として反公共利益性は推定されるが、「一般消費者の利益」や「国民経済の民主的で健全な発達」といった同法の究極の目的に反しないような正当化事由があれば、例外的に、反公共利益性が認められないことになる。

#### 「他の事業者と共同して」（共同行為性）

##### 価格カルテル類型
価格カルテルの事案に関する裁判例である「東芝ケミカル事件」差戻審判決（東京高判平成7年9月25日審決集42巻393頁）は、「他の事業者と共同して」（共同行為性）に該当するというためには、まず、「複数事業者が対価を引き上げるに当たって、相互の間に『意思の連絡』があったと認められることが必要であると解される」とした。
そして、同判決は、「意思の連絡」について、「複数事業者間で相互に同内容又は同種の対価の引上げを実施することを認識ないし予測し、これと歩調をそろえる意思があることを意味し、一方の対価引上げを他方が単に認識、認容するのみでは足りないが、事業者間相互で拘束し合うことを明示して合意することまでは必要でなく、相互に他の事業者の対価の引上げ行為を認識して、暗黙のうちに認容することで足りると解するのが相当」と判示した。

##### 入札談合類型
入札談合の事案に関する判例である「多摩談合・新井組事件」上告審判決（最一小判平成24年2月20日民集66巻2号796頁）は、談合に参加する企業間で基本合意が成立することにより、「各社の間に、上記の取決めに基づいた行動をとることを互いに認識し認容して歩調を合わせるという意思の連絡が形成されたものといえる」として、共同行為性を認定した。
つまり、同判決によれば、入札談合類型では、談合に参加する企業の間で、入札手続で談合を行う旨の「基本合意」が成立した時点で、共同行為性が直ちに認められることになる(42-43)。(58-59)

#### 「相互にその事業活動を拘束し」（相互拘束行為）

##### 「相互拘束行為」要件の解釈の変遷

###### 従来の基準
まず、基本的な考え方として、前掲の「新聞販路協定事件」第一審判決は、相互拘束行為の本質として、「相互に一定の制限を課しその自由な事業活動を拘束する」こと（拘束の相互性）と「一定の事業活動の制限を共通に設定すること」（拘束内容の共通性）を要する、との基準を示した。ただ、同基準は、「不当な取引制限」の適用対象を著しく限定する法解釈であるとして、学説上の批判を受けることとなる(38-39)。
そこで、公正取引委員会は、ガイドライン『流通・取引慣行に関する独占禁止法上の指針』において、「拘束内容の共通性」については、拘束の内容がすべて同一である必要はなく、共通の目的に向けられたもので足りる（拘束目的の共通性）、との解釈を示した(38-39)。
他方で、前掲の「多摩談合・新井組事件」上告審判決は、「本来的には自由に入札価格を決めることができるはずのところを、このような取決めがされたときは、これに制約されて意思決定を行うことになる」ことで生じる、事業活動に対する「事実上の拘束」に、相互拘束性を見出している。

##### 「相互拘束性」の具体的な認定方法
判例法理においては、共同行為性の認定により相互拘束性の有無を導く方向で、厳格すぎるきらいのある上記の基準の修正が図られている(39)。

###### 価格カルテル類型
前掲の「石油価格協定刑事事件」上告審判決は、「被告人らは、それぞれその所属する被告会社の業務に関し、その内容の実施に向けて努力する意思をもち、かつ、他の被告会社もこれに従うものと考えて、石油製品価格を各社いつせいに一定の幅で引き上げる旨の協定を締結したというのであり、……（中略）……かかる協定を締結したときは、各被告会社の事業活動がこれにより事実上相互に拘束される結果となることは明らかである」として、相互拘束性を認定した。
この判示から、価格カルテル類型においては、当事事業者が、拘束義務の実行確保する制裁などの定めがなく、また、拘束義務が実際に履行されてもいない、いわゆる紳士協定であっても、相互拘束性があるとみなされる、と解される(48-49)。

###### 入札談合類型
前掲の「多摩談合・新井組事件」上告審判決は、基本合意の内容である、「話合い等によって入札における落札予定者及び落札予定価格をあらかじめ決定し、落札予定者の落札に協力するという内容の取決め」について、「本来的には自由に入札価格を決めることができるはずのところを、このような取決めがされたときは、これに制約されて意思決定を行うことになるという意味において、各社の事業活動が事実上拘束される結果となることは明らかである」として、相互拘束性を認定した。
つまり、同判決によれば、入札談合類型では、談合に参加する企業の間で、入札手続で談合を行う旨の「基本合意」が成立した時点で、相互拘束性をも、直ちに認められることになる(42-43)。

#### 「遂行する」（共同遂行行為）
2条6項の文言では、「相互にその事業活動を拘束」する行為（相互拘束行為）とともに、「遂行する」行為（共同遂行行為）も挙げられている。
そして、「不当な取引制限」の相互拘束行為が「不当な取引制限」の実行行為に該当するのは当然として、共同遂行行為が相互拘束行為とは独立した実行行為となるか否かについて、学説上争いがある。
例えば、入札談合の事例において、5年以上前に基本合意（＝相互拘束行為）がなされ、その後の入札において価格の調整行為（＝共同遂行行為）が繰り返された場合に、あくまで相互拘束行為のみを実行行為と解すると、基本合意がなされた時点からは5年の公訴時効が経過しているため、立件できなくなる。その一方で、共同遂行行為が独立の実行行為であると解する立場（遂行行為説）からは、（まだ公訴時効にかかっていない）個別の調整行為について立件できる、というメリットがある。
実務においては、「防衛庁石油製品談合刑事事件」第一審判決（東京高判平成16年3月24日審決集50巻915頁）は、石油製品の入札談合において、各被告会社が基本合意に沿って行った個別調整行為が遂行行為に該当すると判示しており、遂行行為説を採用したとされる(59)。
但し、共同遂行行為をめぐる議論は、「不当な取引制限」該当行為を刑事事件として取り扱う場合の議論であり、共同遂行行為が完全に独立した要件となるのではないのであって、相互拘束行為なくして「不当な取引制限」を構成することにはならない(59)。

### 弊害要件

#### 「一定の取引分野における競争を実質的に制限する」（競争制限効果）

##### 「一定の取引分野」
基本的な考え方として、「旭砿末事件」第一審判決（東京高判昭和61年6月13日行集37巻6号765頁）は、法2条6項にいう「一定の取引分野」とは、「特定の行為によつて競争の実質的制限がもたらされる範囲をいう」とした上で、「その成立する範囲は、具体的な行為や取引の対象・地域・態様等に応じて相対的に決定されるべき」と判示した。
同事件は、取引先制限カルテルの類型であるが、「日本エア・リキード事件」第一審判決（東京高判平成28年5月25日審決集63巻304頁）（価格カルテル類型）や、前掲の「社会保険庁シール談合刑事事件」第一審判決（入札談合類型）も、同判決と同様、相互拘束行為の競争制限効果が及び得る範囲として「一定の取引分野」を画定する手法を採用したとされる。また、学説の多くも、この手法を支持している(6-7)。
他方で、前掲の「多摩談合・新井組事件」上告審判決は、基本合意の対象から「一定の取引分野」を直接に画定するのではなく、発注者が入札に付する物件やその金額、入札参加業者の範囲等の諸事情を総合考慮し、より一般的かつ客観的に画定した。

##### 「競争を実質的に制限する」
一般に、独占禁止法における「競争を実質的に制限する」効果（競争制限効果）について、前掲の「東宝・新東宝事件」第一審判決は、「競争自体が減少して、特定の事業者又は事業者集団がその意思で、ある程度自由に、価格、品質、数量、その他各般の条件を左右することによつて、市場を支配することができる状態」をもたらすもの、と判示する。
これは、同判決に先立つ「東宝・スバル事件」第一審判決（東京高判昭和26年9月19日高民集4巻14号497頁）の判示と同旨である。
その後、前掲の「多摩談合・新井組事件」上告審判決は、両判決を踏まえ(8-9)て、競争制限効果を「当該取引に係る市場が有する競争機能を損なうこと」と定義した上で、入札談合類型においては、「基本合意……（中略）……によって、その当事者である事業者らがその意思で当該入札市場における落札者及び落札価格をある程度自由に左右することができる状態をもたらすことをいう」と判示した。
要するに、特定の事業者が、相互拘束行為によって、その行為の対象となる市場における支配力（市場支配力）を有するに至った場合には、「競争を実質的に制限する」効果が認められる(8-9)。

## エンフォースメント・損害賠償制度
- 排除措置命令（同法7条）
- 課徴金納付命令（いわゆるハードコア・カルテルに該当するものに限る）（同法7条の2）
- 刑事罰（同法89条）
- 無過失損害賠償責任（同法25条）

## 事例

### 価格カルテル

#### 石油ヤミカルテル（石油価格協定事件）
1970年代のオイルショックの予兆として、1971年頃から、石油輸出国機構（OPEC）加盟国による原油価格の引上げ攻勢がみられていたことを背景として、通商産業省（現：経済産業省）は、石油元売の業界団体である石油連盟を介して、価格抑制を求める行政指導を行った。
第四次中東戦争を機に第1次オイルショックが勃発した前後の1972年12月から1973年11月の間に、石油元売12社（出光興産、日本石油、太陽石油、大協石油、丸善石油化学、共同石油、キグナス石油、九州石油、三菱石油、昭和石油、シェル石油、ゼネラル石油）は、石油連盟の営業委員会または連盟外の会合において、石油製品の油種別の値上げ幅と値上げの実施時期について協議を行い、5回にわたって合意を形成した。
公正取引委員会は、石油12社による合意形成行為につき、12社及びその役員14名につき、不当な取引制限の罪（旧89条1項1号後段・95条1項）で刑事告発し、検察官は全員を起訴した。
1980年9月26日、東京高等裁判所は、本事件の第一審判決（東京高判昭和55年9月26日高刑集33巻5号511頁）において、同罪につき有罪判決を下した。そこで、被告人らは、通産省の行政指導が正当化事由に当たるとして、最高裁判所に上告した。
1984年2月24日、最高裁判所第二小法廷（裁判長：木下忠良）は、太陽石油及び同社の営業担当役員1名と九州石油につき、原判決の一部を破棄して無罪とした。その他の被告人については、通産省の行政指導は正当化事由に当たらない、として上告を棄却した(12-13,60,254)。

#### 銅張積層板カルテル（東芝ケミカル事件）
1987年初めごろから6月10日までの間に、テレビ受像機、ビデオテープレコーダー等の民生用機器のプリント配線板の基材として使用される「銅張積層板」を製造する東芝ケミカル（現：京セラケミカル）と同業7社は、業界団体（合成樹脂工業協会）の会合において、銅張積層板の価格の引上げについて情報交換を行い、その後、一斉に価格を引き上げた。
1989年6月6日、公正取引委員会は、8社に対し、販売価格の引上げに関する決定を行ったとしてその破棄等を勧告したところ、東芝ケミカルは審判を請求したが「不当な取引制限」を認定する審決が下された。そこで、東芝ケミカルは、東京高等裁判所に審決取消訴訟を提起したところ、審判手続違反があったとして一度は公正取引委員会に差し戻す判決がなされたが、改めて、「不当な取引制限」を認定する審決が下されたため、再度の取消訴訟の提起に至った。
1995年9月25日、東京高等裁判所（裁判長：川嵜義徳）は、「不当な取引制限」の成立を認定し、東芝ケミカルの請求を棄却した(44)。

#### 保険会社による価格カルテル
2023年6月、東京海上日動火災保険・損害保険ジャパン・三井住友海上火災保険・あいおいニッセイ同和損害保険の損害保険大手4社及び保険代理店1社について、東急グループとの共同保険取引で価格カルテルを行っているとの疑惑が報道された。
2024年10月31日、公正取引委員会は、JERA、コスモ石油、独立行政法人エネルギー・金属鉱物資源機構、シャープ、京成電鉄、警視庁、都立病院、仙台国際空港株式会社、東急を保険契約者ないし発注者とする損害保険について行われた保険料の調整が「不当な取引制限」に当たるとして、5社に対して排除措置命令を発出するとともに、損害保険会社4社に対して、合わせて20億円余りの課徴金の納付を命じた。

### 談合

#### 目隠しシールの競争入札における談合（社会保険庁シール談合事件）
旧社会保険庁は、1989年から、プライバシー保護を目的として、各種年金の支払通知書等のハガキの支払額等の欄に貼り付ける、一度剥がすと再び貼り付けられない特殊なシール（目隠しシール）を導入することとした。
1989年から1991年にかけて、社会保険庁は、トッパン・ムーア、小林記録紙、大日本印刷、ビーエフ（いずれも当時）を指定業者とし、目隠しシールの指名競争入札を実施した。そこで、ビーエフの株主であり、同社の営業活動を一手に担っていた日立情報システムズは、ビーエフ以外の3社とともに、当該3社が受注し、その全てを自社を介してビーエフに製造させ、利益を分配する旨の合意をした。
公正取引委員会は、合意に参加した4社を刑事告発し、当該4社は起訴された。しかし、本公判において、日立情報システムズは、他3社と競争関係にないとして、無罪を主張した。
東京高等裁判所は、第一審判決で、日立情報システムズと他3社は実質的な競争関係にあるとして、被告人4社を有罪とした(40-41)。

#### 公共下水道工事の指名競争入札における談合（多摩談合事件）
東京都の外郭団体であった、財団法人東京都新都市建設公社（現：公益財団法人東京都都市づくり公社）は、多摩地区における公共下水道工事等について、多摩地区に営業所を置くゼネコン80社と地元業者165社を指名業者として選定し、指名競争入札を実施していた。
1997年10月から2000年9月の間に、ゼネコン33社は、受注価格の低下を防ぐために、下記の合意に基づいて受注調整を行った。
- 工事やその施工場所との関連性を勘案して、受注希望者間の話合いによって受注予定者を決めること
- 受注すべき価格は受注予定者が決定すること
- 受注予定者以外の者は、受注予定者が決定した価格で受注できるように協力すること

公正取引委員会は、ゼネコン33社について上記合意の存在を認定し、そのうち30社について、課徴金納付を命ずる審決をした(審判審決平成20年7月24日審決集55巻174頁)。
この審決を不服とする25社は、東京高等裁判所に対して、審決の取消訴訟を提起した。
東京高等裁判所では、5つの合議体に分けて審理され、4つの合議体が各社の請求を棄却する判決をしたが、1つの合議体が、原告4社（新井組、奥村組、大成建設、飛島建設）に対する審決を取り消す判決を下した(東京高判平成22年3月19日審決集56巻第2分冊567頁)ため、公正取引委員会は、最高裁判所に上告した。
2012年2月20日、最高裁判所第一小法廷（裁判長：白木勇）は、ゼネコン33社による上記合意が共同行為性と相互拘束性を有するとし、また、落札率の高さから競争の実質的制限を認定して、原判決を破棄し、原告の請求を棄却した(6,19)。